# 火灯窓

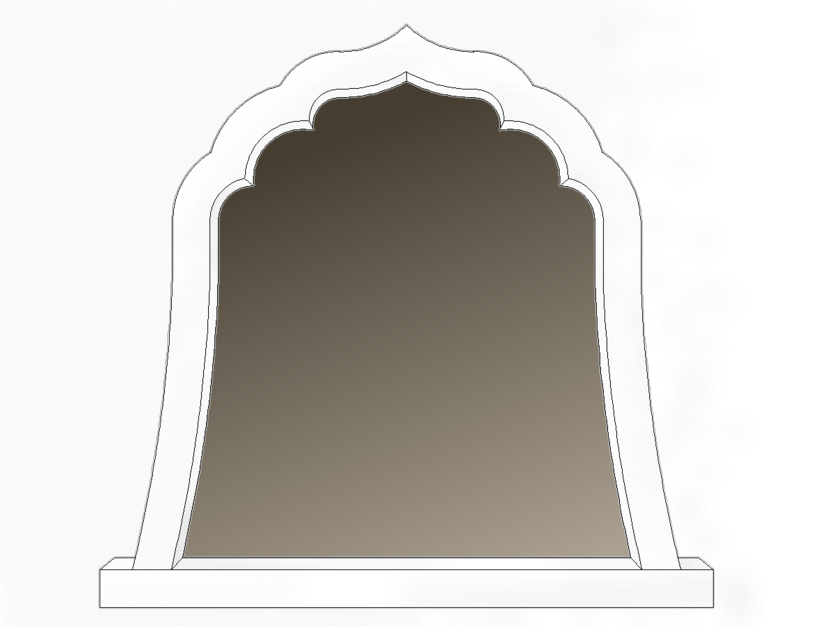
火灯窓

火灯窓・花頭窓（かとうまど）は、おもに日本の、寺社建築・城郭建築・住宅建築などに見られる、上枠を火炎形（火灯曲線）または、花形（花頭曲線）に造った特殊な窓である。ほかに、華頭窓、架灯窓、瓦灯窓などと表記する。また、石山寺の「源氏の間」に見られることより通称「源氏窓」ともいう。

## 概要
元は、中国から伝来したもので、禅宗様の窓として使われていたが、安土桃山時代頃にそのデザイン性から、禅宗以外の仏教寺院でもまた、仏教建築ではない神社や天守などの城郭建築、書院造の邸宅に使われた例もある。富士火灯や琴柱火灯、山道火灯など多様な形のものが造り出されてきている。
また、仏教建築以外にもイスラム教やキリスト教の宗教建築にも同じように上枠を装飾的な開口としたものを見ることができる。

## 構造
古いものは、円覚寺舎利殿（15世紀前半）に見られるもののように上枠以外立枠・下枠は直線的であるが、時代が下がるにつれ、慈照寺銀閣（1489年）や松江城天守（1607年）に見られるもののように立枠が上から下にかけて曲線的かつ末広がりに造られるようになった。また、西本願寺書院対面所（1632年）に見られるもののように下も上枠と同じように造る場合もある。比較的新しい末広形のものは従来の末広形のものより曲線的かつ広がりは大きくなり、また、姫路城小天守（1601年）に見られるもののように飾り金具を付けたものもある。その一方、建物を飾る窓としての気品を損ねた印象となり美的評価は低くなっている。

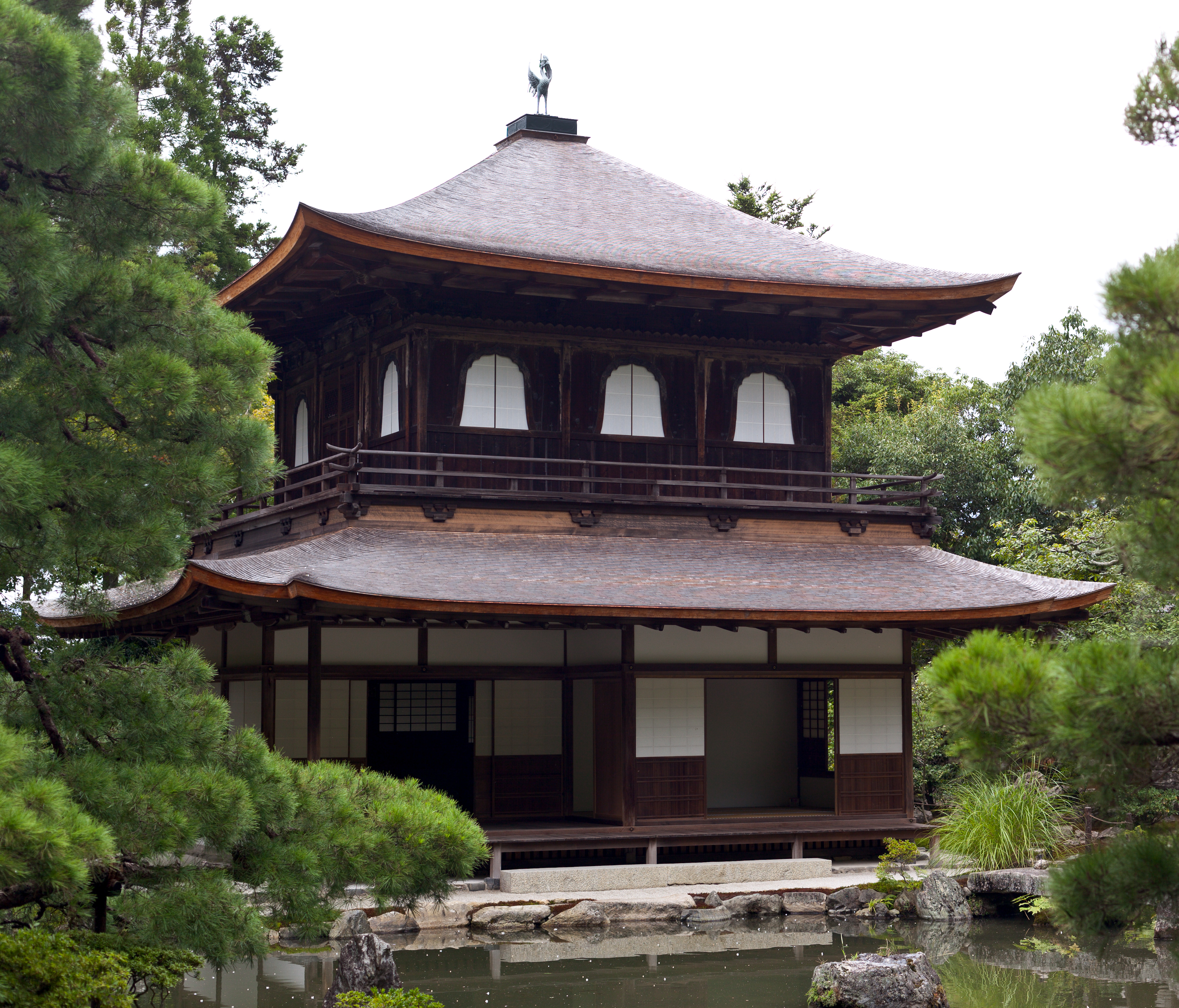
慈照寺銀閣の火灯窓
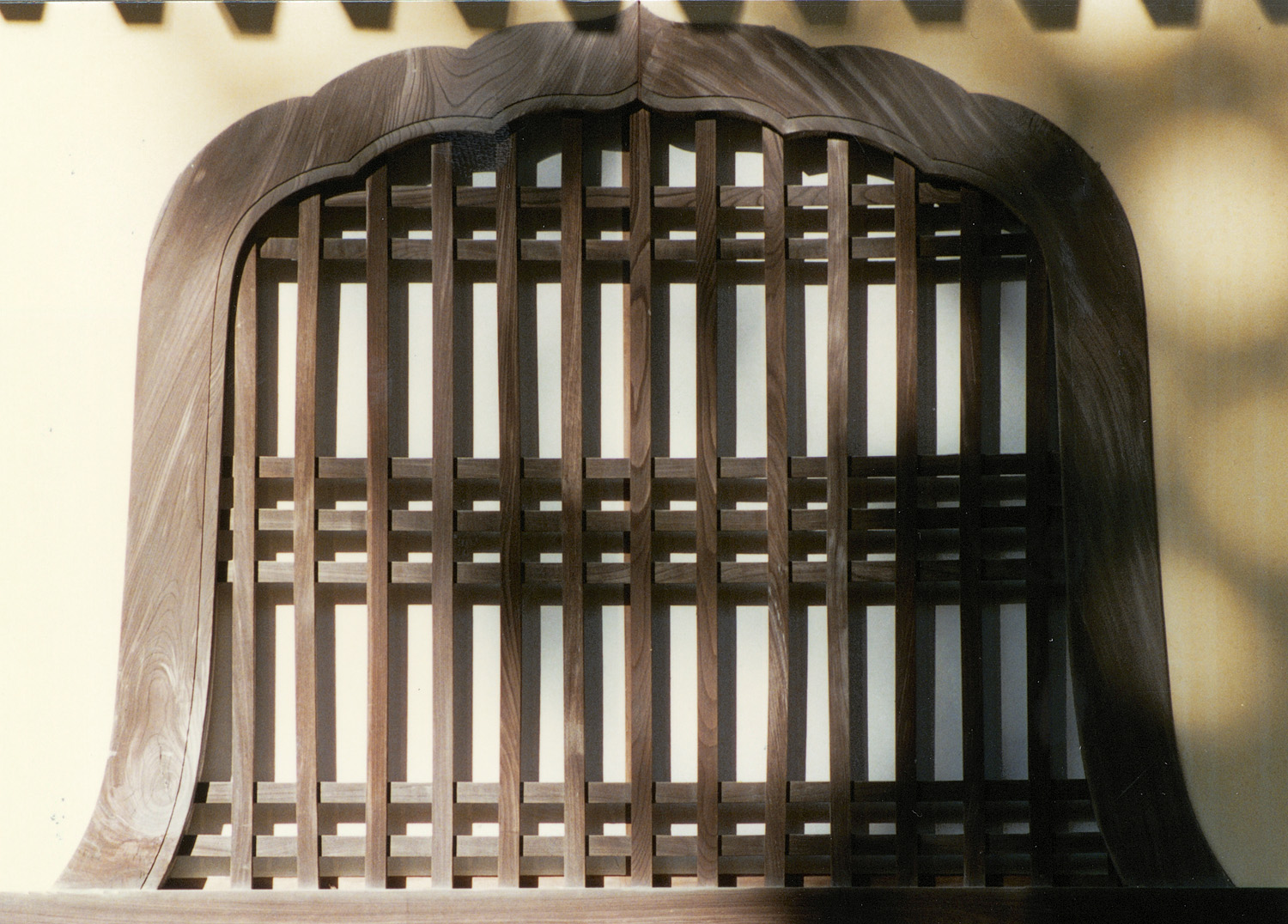
南禅寺（京都）の火灯窓
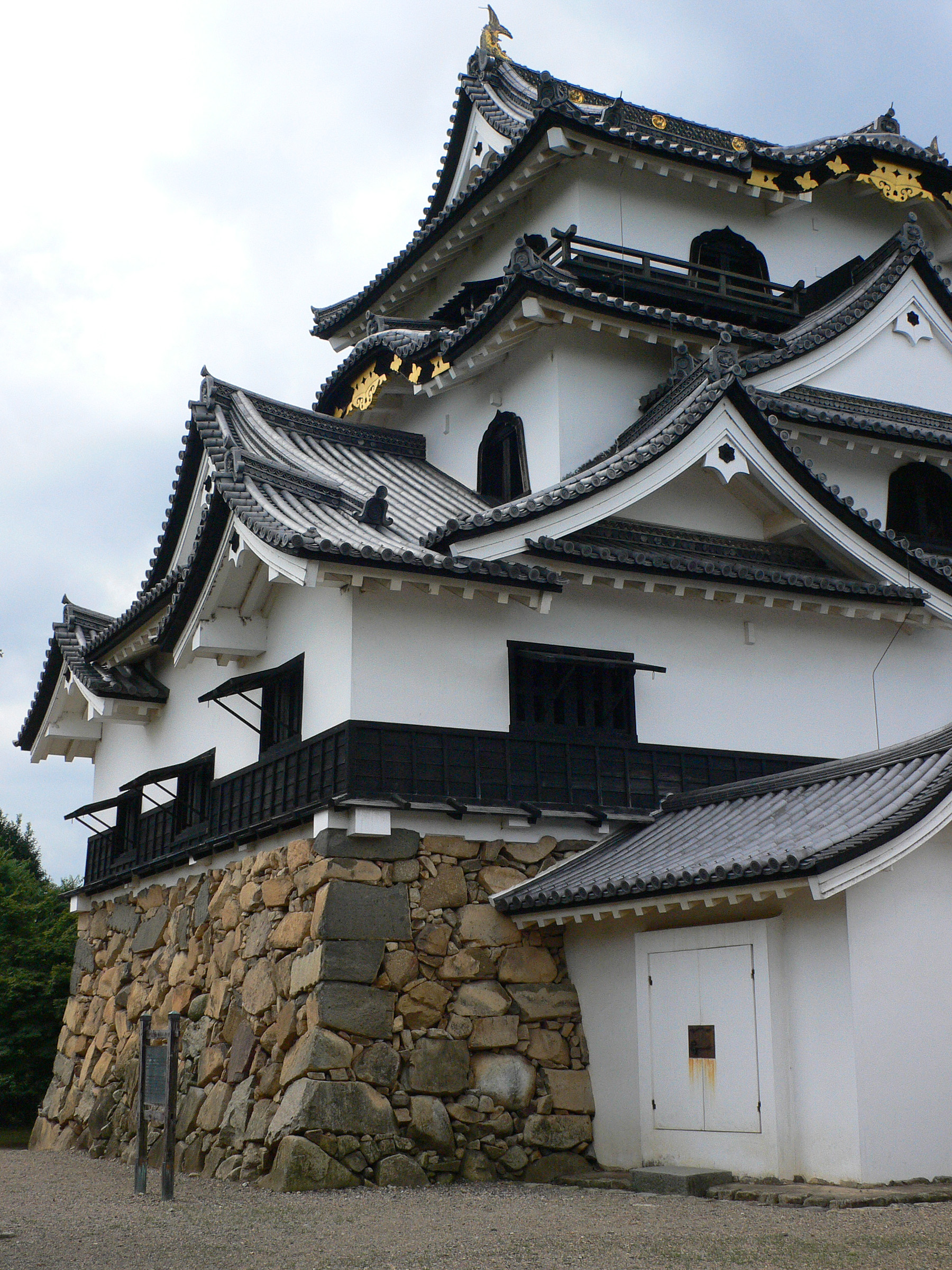
彦根城の突上窓と火灯窓
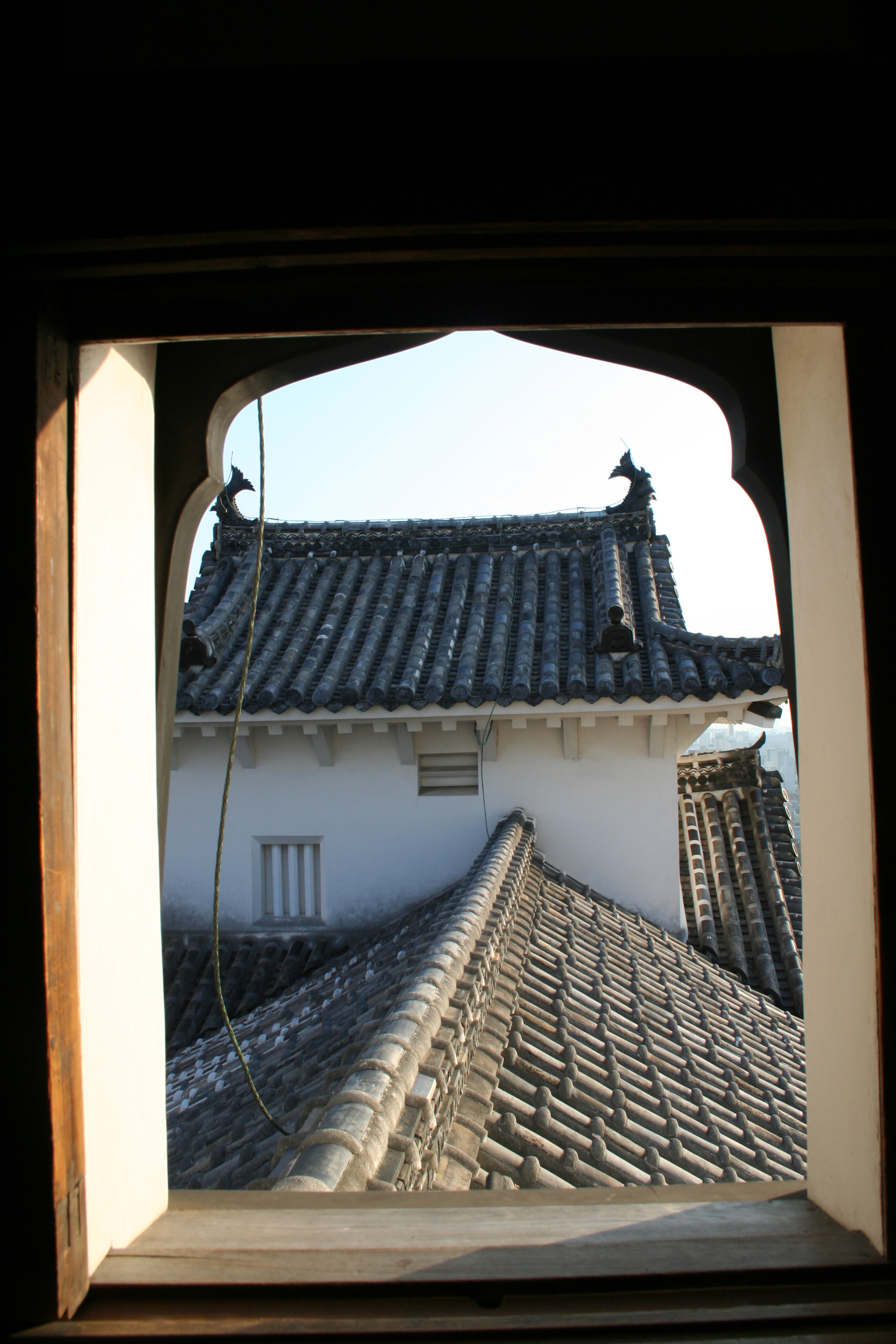
姫路城乾小天守内側からみた火灯窓
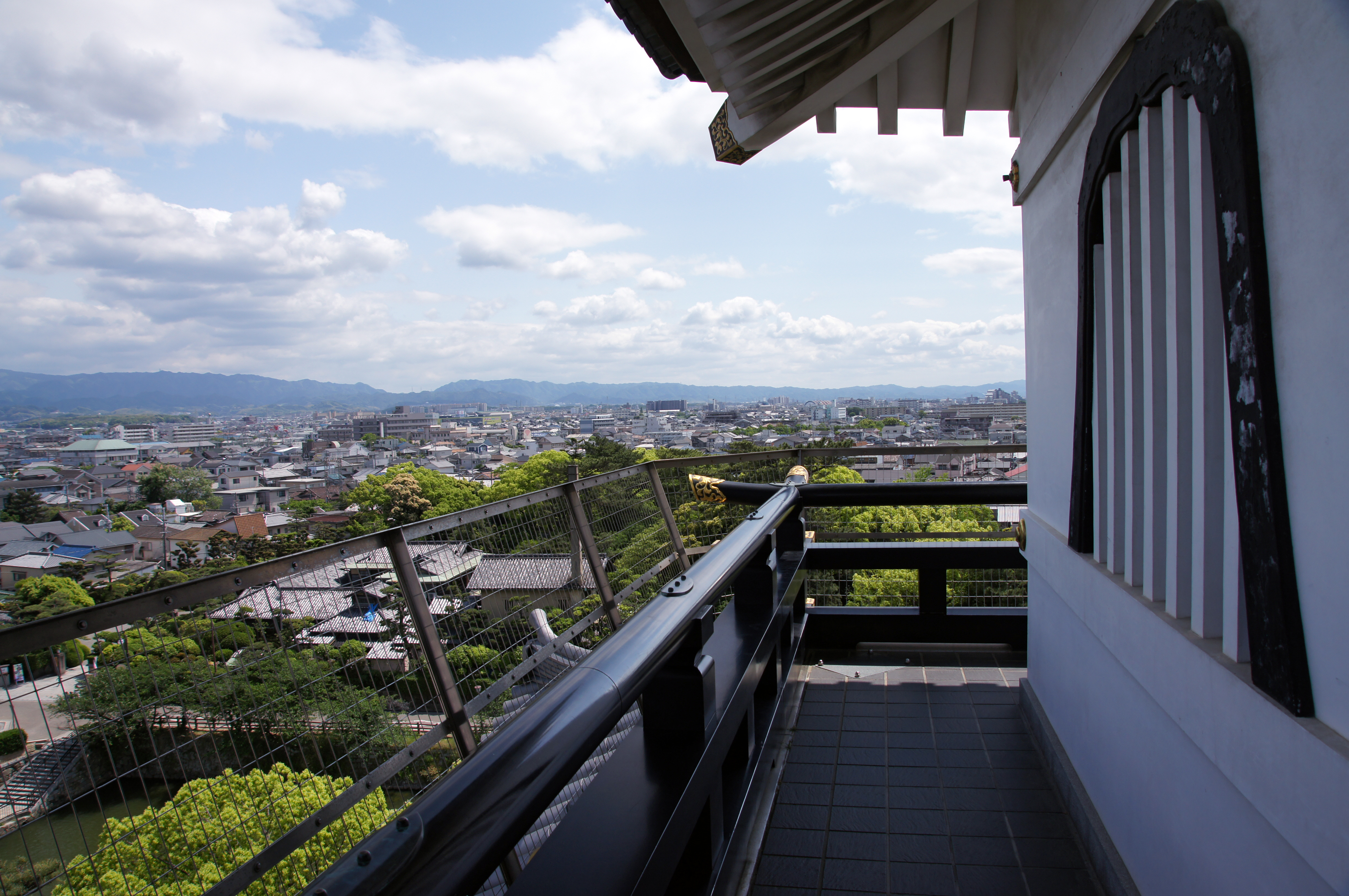
岸和田城天守最上階の火灯窓